# Hagvi
Hagvi (en arménien Հագվի) est une communauté rurale du marz de Lorri en Arménie. En 2008, elle compte 486 habitants.